# Frank Herbert
Frank Herbert (født 8. oktober 1920, død 11. februar 1986) var en amerikansk science fiction-forfatter. Herbert er skaberen af det fiktive univers omkring planeten Klit. Over seks romaner beskriver Frank Herbert udviklingen i den kendte del af det beboede univers gennem en periode, som strækker sig over et meget langt tidsrum (mere end 10.000 normalår).
Frank Herbert beskæftiger sig med loyalitet og personlig værdighed gennem alle sine værker. Ofte bliver personernes moralske styrke afprøvet under meget ekstreme vilkår, men altid i velformulerede, sociale sammenhænge. Det er karakteristisk for Frank Herbert, at han betoner vigtigheden af personernes dybeste tanker og motiver ved at kursivere disse tankerækker, som er ukendte for andre end læseren og personen selv.
Det er sandsynligt, at Frank Herbert var blevet kendt som en meget velskrivende og dybsindig forfatter, hvis han havde valgt at skrive finkulturelle romaner og noveller. Som det er, har han bidraget til at højne niveauet betydeligt inden for moderne science fiction.